# Czyżon
Czyżon, Czyżno – przepływowe jezioro wytopiskowe w Polsce, położone w województwie pomorskim, w powiecie kościerskim, w gminie Stara Kiszewa.

## Charakterystyka
Według regionalizacji fizycznogeograficznej Polski jezioro położone jest na Pojezierzu Starogardzkim.
Czyżon znajduje się na północ od Jeziora Wielkiego. Jezioro jest porośnięte trzcinami i połączone małą strugą z rzeką Wierzycą. 
Okolice jeziora to miejsce przenikania się dwóch regionów etnograficznych Pomorza Gdańskiego: Kaszub i Kociewia.
Ogólna powierzchnia: 18,10 ha.